# Сухий елемент

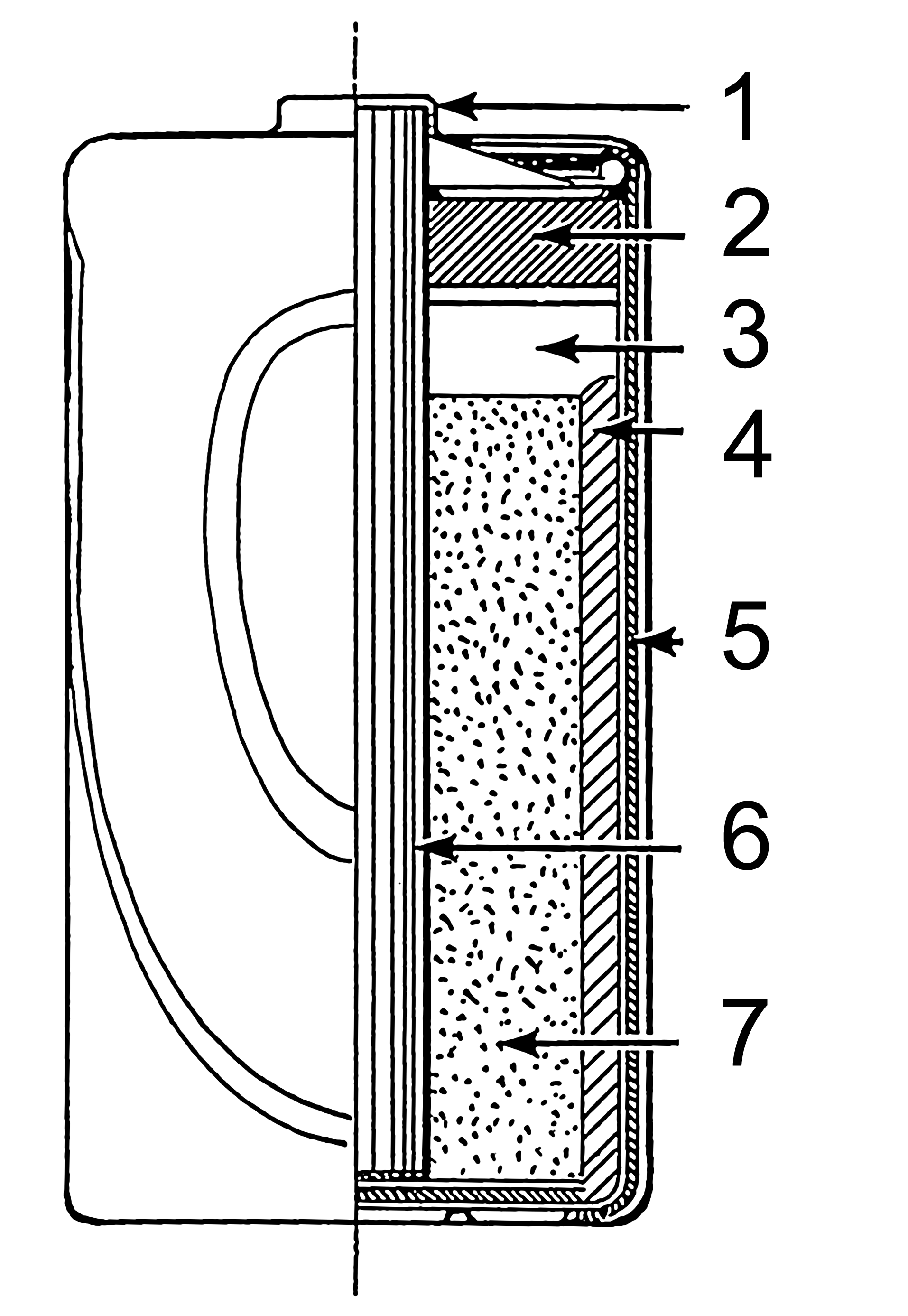
Сухий елемент:
1) латунний ковпачок,
2) пластикова пломба,
3) розширення простору,
4) пористий картон,
5) цинк,
6) вугільний стрижень,
7) хімічна суміш.

Сухи́й елеме́нт (англ. dry cell) або Елемент Лекланше — електролітичний елемент, де як електроліт використовується волога паста, а не рідина. Звичайні вугільно-цинкові батарейки є такими елементами, в яких цинкова чашечка виступає як анод, вуглецевий стрижень як катод та паста, виготовлена з порошкового вуглецю, NH4Cl, ZnCl2, і MnO2, як електроліт.